# 女銀行家
《女銀行家》（法語：La Banquière），是一部1980年法國劇情片，由弗朗西斯·吉罗執導，喬治·孔雄和弗朗西斯·吉罗編劇，罗密·施奈德、尚-路易·特罕狄釀、瑪麗-弗朗絲·皮西耶、克洛德·布拉瑟尔、讓-克洛德·布里亞利、丹尼爾·奧圖和蒂埃里·莱尔米特主演；音樂由恩尼奥·莫里科内創作。

## 演員
- 罗密·施奈德 饰 Emma Eckhert
- 瑪麗-弗朗絲·皮西耶（英语：Marie-France Pisier） 饰 Colette Lecoudray
- 克洛德·布拉瑟尔（英语：Claude Brasseur） 饰 Largué
- 讓-克洛德·布里亞利 饰 Paul Cisterne
- 让·卡尔梅（英语：Jean Carmet） 饰 Duvernet
- 尚-路易·特罕狄釀 饰 Horace Vannister
- 雅克·法布里（英语：Jacques Fabbri） 饰 Moïse Nathanson
- 达尼埃尔·梅斯吉什（英语：Daniel Mesguich） 饰 Rémy Lecoudray
- 諾埃勒·沙特萊（法语：Noëlle Châtelet） 饰 Camille Sowcroft
- 丹尼爾·奧圖 饰 Duclaux
- 蒂埃里·莱尔米特（英语：Thierry Lhermitte） 饰 Devoluy
- 艾倫·阿代爾 饰 Sir Charles
- 弗朗索瓦-雷吉斯·巴斯蒂德（英语：François-Régis Bastide） 饰 Le ministre de la Justice
- 阿诺·布瓦索 饰 Armand
- 伊夫·布蘭維爾（英语：Yves Brainville） 饰 Prefaille

## 备注
這部電影參选了1981年第6屆凯撒电影奖的四個類別，但全部輸給了《最後一班地鐵》。
故事的靈感來自法國女銀行家玛尔特·阿诺。